# HŽ serija 6111
HŽ serija 6111 (nadimak Mađar) serija je elektromotornih vlakova Hrvatskih željeznica, izgrađeni u mađarskoj tvornici Ganz Mavag u periodu od 1976. – 1979. Sustav električnog napajanja je 25 kV i 50 Hz. Maksimalna brzina koju vlak može postići je 120 km/h. Masa vlaka je 145 tona, a njegova dužina iznosi 72,4 metra. Jedna garnitura sastoji se od tri dijela:  dvije prikolice s upravljačnicom na kraju svake i motornog vagona u sredini kopozicije. Pogonski vagoni označeni su serijskim brojem 6111, a upravljački vagoni brojevima 4111 i 5111. Originalna oznaka im je bila JŽ 411 (srednji vagon) i JŽ 415 (pogonske glave). Postoji mogućnost spajanja garnitura, a iz jedne upravljačnice može se upravljati do tri garniture. Ima mogućnost spajanja s novijim serijama 6112.

## Gradsko - prigradska željeznica
Elektromotorni vlakovi HŽ 6111 služe za prijevoz putnika na prigradskim i na međugradskim relacijama. Za prijevozne potrebe rabi se ili jedna garnitura ili pak dvije ili tri garniture kojima se upravlja daljinski. U vrijeme prije postojanja Hrvatskih željeznica, ovi vlakovi su vozili po cijelom elektrificiranom području SFRJ. Danas je njegova uporaba ograničena većinom na prigradski željeznički promet na području grada Zagreba u svojstvu gradsko - prigradske željeznice. Također, ovi elektromotorni vlakovi nalaze se u inventarskom parku Željeznica Federacije BiH. Ovaj vlak je isto vozio relacijom Volinja - Zagreb dok u 2011. godini je prestao voziti na toj relaciji i put mu je skraćen od Zagreba do Volinje i natrag.

## Tehničke karakteristike
- Graditelj: Ganz Mávag, Mađarska
- Sastav vlaka: prikolica (oznaka serije 4111)+motorni vagon  (oznaka serije 6111)+prikolica (oznaka serije 5111)
- Raspored osovina: 2'2'+Bo'Bo'+2'2'
- Sustav napajanja: 25 kV, 50 Hz
- Snaga: 1200 kW
- Maksimalna brzina: 120 km/h
- Duljina vlaka preko središnjega kvačila: 72410 mm
- Duljina upravljačkoga vagona preko središnjega kvačila: 24500 mm
- Duljina motornoga vagona: 23410 mm
- Širina vagona: 2850 mm
- Masa: 145 t
- Duljina: 72,4 m
- Broj mjesta za sjedenje: 236; modernizirani vlakovi za prigradski promet imaju 136 sjedala i 422 stajaća mjesta
- Ukupan broj mjesta za sjedenje i stajanje: 466